# L'Amour piégé
L'Amour piégé est un téléfilm français de la série Avocat d'office, réalisé par Bernard Stora et diffusé en 1996 sur TF1.

## Synopsis
Avec l’aide de Solange, sa maîtresse, Anton Lopakine — un jeune Russe au passé trouble — tente d’assassiner Gérard Lachaux, le mari de cette dernière, pour s’emparer de sa fortune.
Cynique, manipulateur, dénué de tous scrupules, il oriente habilement les soupçons vers son ex-femme, Nadine, qui entretient une relation forcée avec Lachaux. Pour achever de brouiller les pistes, il prend l’initiative de contacter un avocat à qui il demande de défendre Nadine.
C’est ainsi qu’il rencontre Claire Moretti (Marlène Jobert) qui, bien que réticente, accepte finalement d’être “commis d’office” par le juge d’instruction. Ce qu’elle ignore, c’est qu’Anton ne s’est pas adressé à elle par hasard. Il est, depuis plusieurs mois, l’amant de Marie, sa propre fille. Claire sait bien que Marie — souvent absente — a un petit copain, mais comment pourrait-elle se douter qu’il s’agit de cet Anton Lopakine pour qui elle a éprouvé d’emblée méfiance et antipathie ?
Avec Nadine, par contre, le courant passe dès leur première rencontre au parloir de la prison.
Malgré les indices qui l’accablent, Nadine affirme obstinément son innocence. Hélas, elle n’en fournit pas la moindre preuve. Claire est persuadée qu’elle lui cache quelque chose.
En réalité, tous les espoirs de Nadine reposent sur le témoignage de Gérard Lachaux.
Car celui-ci n’est pas mort. Anton a raté son coup. Sorti du coma, il recouvre lentement ses facultés. Nadine est persuadée que sitôt en mesure de le faire, il désignera le vrai coupable. N’a-t-il pas forcément vu celui ou celle qui a voulu l’assassiner ?
Comme Solange, comme Marie, Nadine voue à Anton une passion que leur séparation n’a en rien altérée. Ensemble, ils ont une petite fille, Carina, qu’Anton chérit par-dessus tout et qu’il a récupérée à la faveur de l’incarcération de Nadine.
Marie — qui ignore tout du rôle qu’a joué Anton dans le meurtre de Lachaux — l’aide à s’occuper de la petite fille à qui elle s’attache rapidement. Un incident fortuit permet à Claire de comprendre le lien qui unit sa fille à Anton et la manipulation dont elle a été victime. Peu après, Lachaux, enfin lucide, loin d’innocenter Nadine comme elle l’espérait, l’accable en l’identifiant formellement. Le piège semble devoir se refermer.
Persuadée de la culpabilité d’Anton, Claire sait qu’elle ne peut rien tenter contre lui sans perdre à jamais la confiance et l’amour de sa fille. Mais si elle ne parvient pas à faire partager au juge d’instruction son “intime conviction”, c’est Nadine, sa cliente, qu’elle trahit, et c’est une innocente qui sera injustement condamnée. Le temps presse. Anton peut quitter la France d’un moment à l’autre en emmenant Marie et Carina avec lui. Il faudra toute la fermeté de caractère de Claire, toute son obstination et la force de son amour pour venir à bout de ce dilemme. Anton, l’ange noir, y laissera la vie…

## Fiche technique
- Production : Millésime Productions / TF1
- Producteur : Gaspard de Chavagnac
- Réalisation : Bernard Stora
- Scénario : Gabriel Aghion et Rémy Waterhouse d'après les personnages créés par Gabriel Aghion
- Adaptation : Bernard Stora et Guy-Patrick Sainderichin
- Dialogues : Bernard Stora
- Musique : Jean-Claude Petit
- Image : Gérard De Battista
- Décors : Jean-Pierre Bazerolle
- Costumes : Dominique Combelles
- Ingénieur du son : Michel Kharat
- Montage : Nadine Muse
- Direction artistique TF1 : Claude de Givray
- Durée : 1h30
- Année : 1996
- Pays :  France
- Genre : Comédie dramatique

## Distribution
- Marlène Jobert : Claire Moretti
- Alexandre Medvedev : Anton
- Fabienne Babe : Nadine
- Hélène de Fougerolles : Marie
- Bernard Verley : Adrien
- Bernard Pinet : Max
- Kathie Kriegel : Solange
- Jean-Claude Bouillon : Lachaux
- Éric Desmarestz : Le juge d'instruction
- Léopoldine Serre : Carina
- Yannick Mazéas : Jacky

## La sérieAvocat d'office
Inaugurée en 1994 par Gabriel Aghion, la série Avocat d'office, avec Marlène Jobert, comprend trois films, Bernard Stora et Daniel Vigne reprenant successivement les personnages imaginés par Gabriel Aghion.